# Juan Carlos Rulli
Juan Carlos Rulli (Catrilo, La Pampa Argentina; 11 de abril de 1937), apodado el Coco, es un exfutbolista y entrenador argentino que se desempeñaba como mediocampista. Se inició en Estudiantes de La Plata y es considerado una leyenda en Racing Club, donde integró el histórico equipo dirigido por Juan José Pizzuti que se consagró campeón de Primera División, en 1966, y de la Copa Libertadores y la Copa Intercontinental, en 1967. Es tío del arquero Gerónimo Rulli.

## Trayectoria

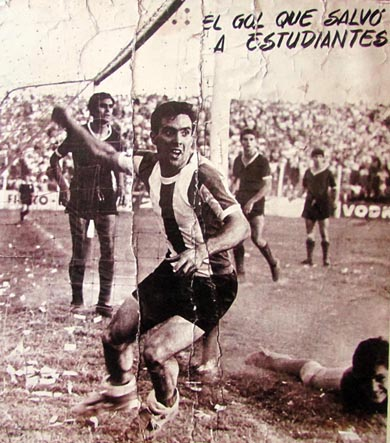
En Estudiantes, su gol ante Lanús para evitar el descenso.

Comenzó a jugar profesionalmente en 1958, en Estudiantes de La Plata, de la Primera División de Argentina, club en el que permaneció durante cinco temporadas, en un período de marcada irregularidad del equipo platense. En su anteúltimo año, convirtió un recordado gol que le permitió a Estudiantes evitar la pérdida de la categoría en la última fecha del Campeonato de 1961, al lograr un empate, 1-1, frente a Lanús, que finalmente descendió a Primera B.
En 1963 fue cedido a Boca Juniors, donde se consagró campeón del fútbol argentino en 1964 y, con pocas oportunidades entre los titulares, fue incorporado por Racing Club en 1965. En esta institución alcanzó su máximo rendimiento y su proyección como jugador internacional, uno de los pilares en el funcionamiento del llamado «Equipo de José», dirigido por Juan José Pizzuti. Allí jugó 177 partidos oficiales en torneos regulares, ganó el título de Primera División, en 1966, y obtuvo las copas Libertadores de América e Intercontinental, en 1967, en finales ante Nacional de Montevideo y Celtic FC de Escocia, respectivamente.
Como entrenador, tuvo una breve experiencia dirigiendo a Racing Club, en 1973. También es odontólogo.

## Selección nacional
La destacada actuación en Racing Club le posibilitaron ser internacional con el Seleccionado de Fútbol de Argentina en nueve partidos, entre 1967 y 1969. Integró el plantel que disputó las Eliminatorias Sudamericanas de 1969, que no logró clasificarse a la Copa del Mundo de México 1970.

## Clubes

### Como jugador
| Club                    | País      | Año       |
| ----------------------- | --------- | --------- |
| Estudiantes de La Plata | Argentina | 1958-1962 |
| Boca Juniors            | Argentina | 1963-1964 |
| Racing Club             | Argentina | 1965-1970 |

## Palmarés

### Campeonatos nacionales
| Título                        | Club         | País      | Año  |
| ----------------------------- | ------------ | --------- | ---- |
| Primera División de Argentina | Boca Juniors | Argentina | 1964 |
| Primera División de Argentina | Racing Club  | Argentina | 1966 |

### Campeonatos internacionales
| Título                | Club        | Sede       | Año  |
| --------------------- | ----------- | ---------- | ---- |
| Copa Libertadores     | Racing Club | Santiago   | 1967 |
| Copa Intercontinental | Racing Club | Montevideo | 1967 |